# Виктор Јакушев
Виктор Прохорович Јакушев (рус. Виктор Прохорович Якушев; Москва, 17. новембар 1937 − Москва, 6. јул 2001) био је совјетски и руски хокејаш на леду који је играо на позицијама централног нападача. Заслужни је мајстор спорта Совјетског Савеза од 1963. године. Један је од најуспешнијих совјетских хокејаша свих времена, олимпијски, светски и европски првак.
Као члан сениорске репрезентације Совјетског Савеза учествовао је на ЗОИ 1960. у Скво Валију када је совјетски тим освојио бронзану медаљу, те на ЗОИ 1964. у Инзбруку када је освојена златна олимпијска медаља. Са репрезентацијом је освојио и 5 титула светског првака и 7 титула првака Европе. На светским првенствима одиграо је укупно 49 утакмица и постигао 21 погодак.
Целокупну играчку каријеру (чак 25 сезона) провео је у редовима московске Локомотиве за коју је у националном првенству одиграо преко 400 утакмица и постигао 161 погодак.